# كوري ميلر (لاعب كرة قدم أمريكية)
كوري ميلر (بالإنجليزية: Corey Miller)‏ هو لاعب كرة قدم أمريكية أمريكي، ولد في 25 أكتوبر 1968 في باجيلاند في الولايات المتحدة.

## وصلات خارجية
- كوري ميلر على موقع مرجع كرة القدم المحترفة.كوم (الإنجليزية)